# 테아노
테아노(그리스어: Θεανώ)는 그리스 신화에서 다음과 같은 인물들을 말한다.

## 트로이아의 여사제
테아노는 트로이아의 아테나 여신의 여사제로 트라키아의 왕 키세우스의 딸이며 안테노르의 아내였다. 안테노르와의 사이에서 수많은 자식들을 낳았는데 대부분이 트로이아 전쟁에 참가하여 전사했다. 두 사람 사이의 자식들은 코온, 아르켈로코스, 아카마스, 글라우코스, 헬리카온, 라오도코스, 라오다마스, 델메레온, 에우리마코스 이피다마스 등이 있다.
안테노르의 집안은 트로이아 전쟁 당시 헬레네를 메넬라오스에게 돌려보내고 그리스군과의 평화를 주장했는데 이 때문에 나중에 트로이아가 함락되었을 때 그리스 측에 뇌물을 주고 자신의 집은 약탈을 면했다는 설이 있다. 테아노는 트로이아의 운명을 구해달라고 아테나 여신에게 제물을 바치며 기도했으나 아테나 여신은 이를 거절했다.
트로이아가 함락된 이후 테아노와 안테노르는 아이네이아스를 따라 이탈리아로 가서 파도바를 세웠다는 설도 있고 아테나의 여신의 팔라디움을 끌어안고 트로이아 성벽에서 떨어져 죽었다고도 한다.

## 다른 인물
- 테아노 : 다나오스와 폴릭소의 딸들 중 하나. 아이깁토스의 아들 판테스와 결혼한 후 죽여버렸다.
- 테아노 또는 테오나 : 베르길리우스의 아이네이스에 나오는 여성으로 헤쿠바가 파리스를 낳은 그 날 미마스라는 아들을 낳았다. 미마스는 트로이가 함락될 때 아이네이아스와 함께 싸우다 그리스군에 죽었다.
- 테아노 : 이카리아의 왕 메타폰토스의 아내.